# 馬場出入口
馬場出入口（ばばでいりぐち）は、神奈川県横浜市鶴見区にある首都高速道路神奈川7号横浜北線の出入口である。

## 歴史
首都高速神奈川7号横浜北線の生麦JCT - 横浜港北JCT間は、2017年（平成29年）3月18日に開通したが、馬場出入口においては接続する都市計画道路大田神奈川線の法隆寺交差点から内路交差点までの区間で工事が終わっていないことを理由とし、用地取得に時間を費やしたことや、住宅地に近接して大規模な工事を行うことから、周辺環境に配慮して慎重に工事を進めるよう施工方法を変更したことなどにより、本線開通より供用開始が遅れた。2020年（令和2年）2月27日に供用開始された。

## 構造
入口は、地形的な制約や一般道路との接続位置との関係によりループ形状となっており、さらに料金所手前で2方向から進入して、料金所通過後に第三京浜方面、湾岸線方面の2方向に分岐するという特殊な構造となる。そのため、入口はETC車専用とし交通の整流化により安全性の向上を図っている。入口は法隆寺交差点側と内路交差点側の2つがあり、内路交差点側の入口は接続する大田神奈川線の4車線化とあわせて2020年（令和2年）10月21日に供用開始された。なお出口は、料金所施設がないため現金車も利用可能。ループの最小半径50m、勾配は最大8.1％となっている。

## 周辺
- 菊名駅（JR横浜線・東急東横線）

## 隣
首都高速神奈川7号横浜北線
(751,752) 岸谷生麦出入口 - (753,754) 馬場出入口 - (755,756) 新横浜出入口